# Földgyalu

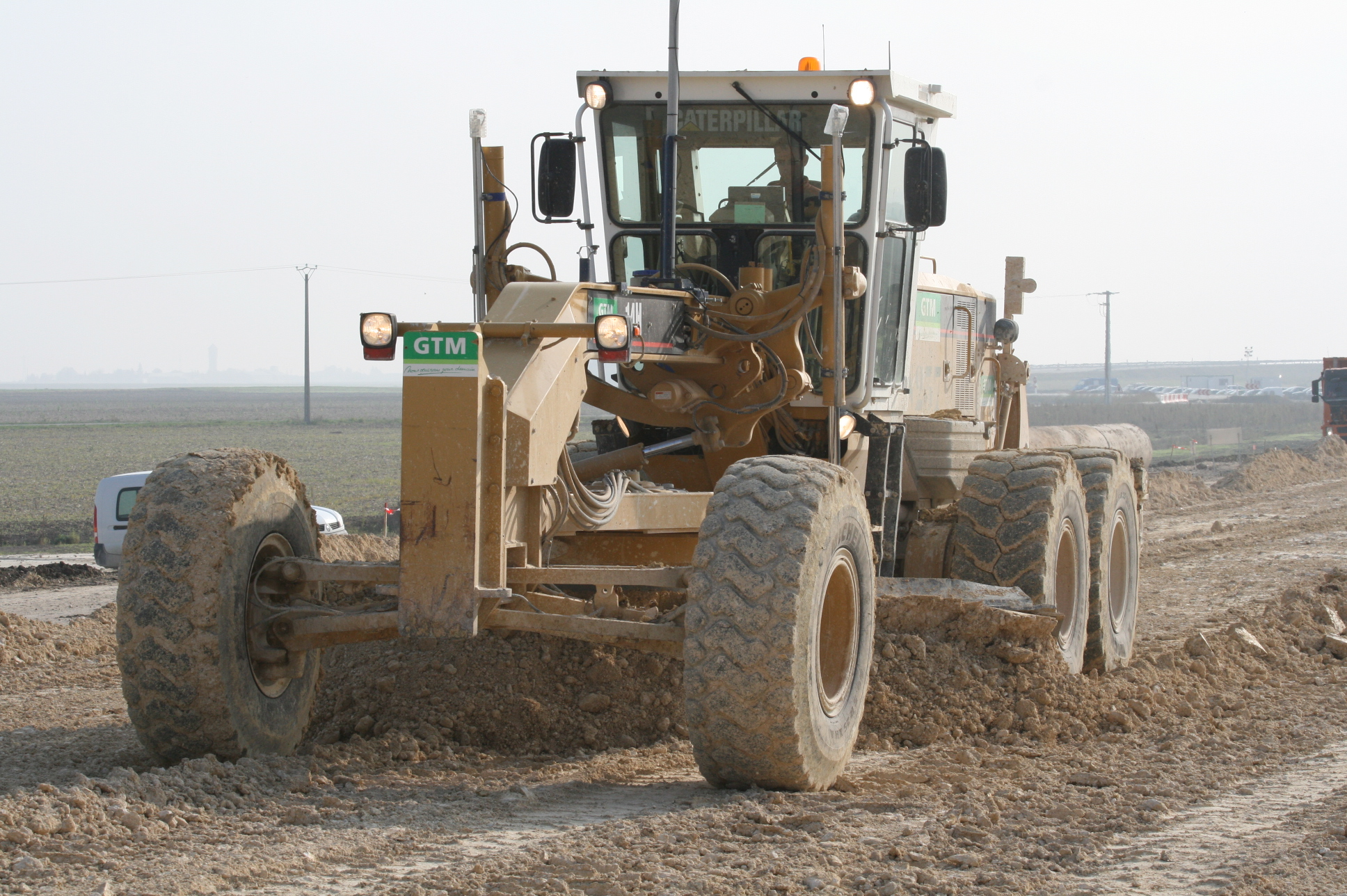
Földgyalu

A földgyalu, más néven gréder (angolul: grader) vagy talajgyalu; egy földmunkagép, amit tereprendezés során használnak. A gép egy forgatható és állítható gyalukéssel rendelkezik, mellyel a talajrétegekből átlagosan néhány tíz centimétert nyes le. Önjáró munkagép, korábban vontatott változata is előfordult, manapság azonban hatékonysága miatt szinte csak az előbbit használják, illetve gyártják, melyet ezért autogrédernek vagy motorgrédernek is neveznek.

## Felépítése
A földgyalu ízelt munkagép: két részből áll, melyeket egy hidraulikus csuklószerkezet kapcsol össze. Az első rész az első tengelyből és a gyalukést tartó vázszerkezetből áll, a hátsó rész a vezetőfülkét és a motort hordozza, de a csukló lehet a fülke és a motortér között is, ekkor a fülke is az első részhez tartozik, hátul pedig csak a motortér kap helyet. A hátsó rész jellemzően ikertengelyes, így a földgyaluk hat kerékkel rendelkeznek, de ritkán négy kerekes is lehet. A meghajtást alapesetben a hátsó traktus négy kereke kapja, de bizonyos típusok lehetnek összkerékhajtásúak is. A földgyaluk a gyalukésen kívül legelöl földtolólapot is szoktak hordani, valamint szaggatókörmök is előfordulnak rajta. A vezetőfülke előredöntött szélvédőjű, panoráma kilátással, így pontosan rá lehet látni a munkafelületre. A földgyalu kerekeit lengőtengelyekre szerelik, amitől a gép kerekei még nehéz terepen is folyamatosan érintkeznek a talajjal, ennek köszönhetően még ott is egyenletesen képes a talajrendezésre. A földgyalu gyalukését fordítóműre szerelik, ezáltal az 360°-ban forgatható. A fordítóművet elöl egy gömbcsuklóhoz szerelik, amely az első tengely felett rögzíti a vázszerkezethez, kétoldalt pedig szintén egy-egy gömbcsukló kerül kialakításra, melyekhez egy-egy hidraulikus munkahenger kapcsolódik, amik csuklósan rögzülnek a vázszerkezet két oldalához. A munkahengerekkel és a gömbcsuklókkal válik lehetővé a gyalukés függőleges beállítása.

## Működése

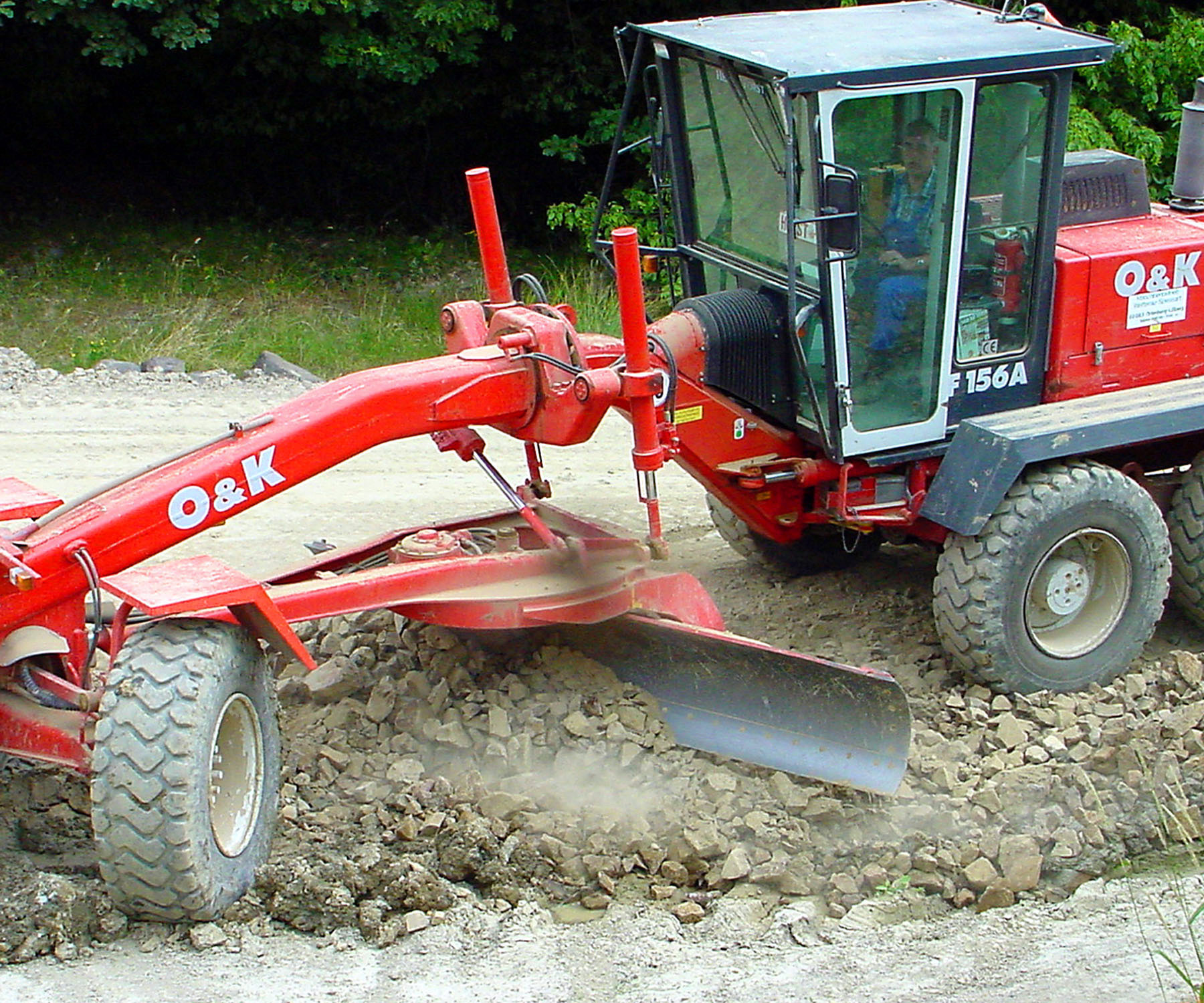
Földgyalu egyengetés közben

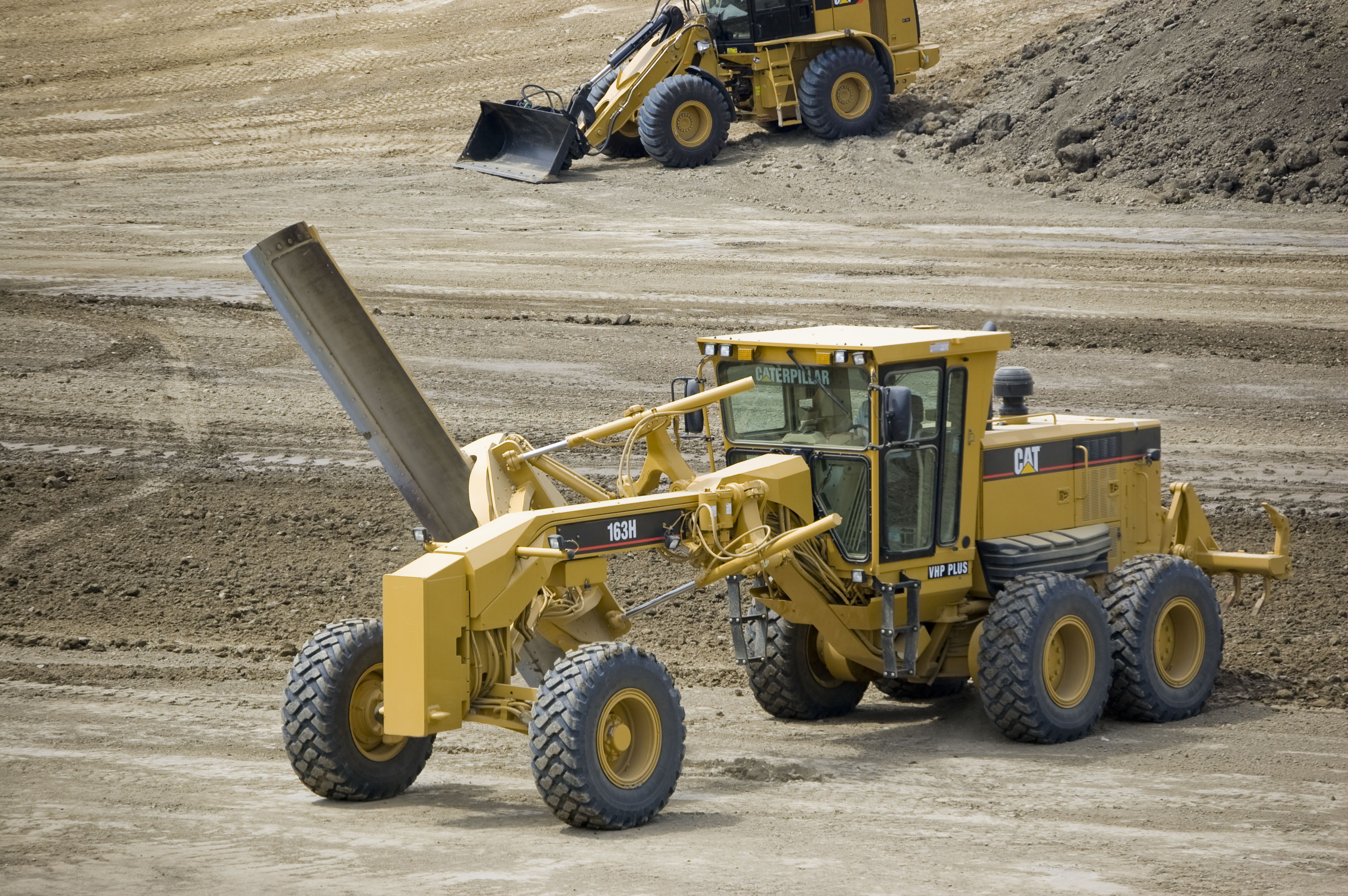
Földgyalu kitolt gyalukéssel

A földgyalut alapvetően terepegyengetésre, kavics vagy más anyag terítésére, földútépítésre, árok és rézsűkotrásra, szaggatásra, valamint hóeltakarításra is használják. Működés közben a földgyalu az íves kialakítású gyalukését a talajba süllyeszti és az a felhasított talajt a kés homorú felületén maga előtt görgeti. Ha a kést a fordítómű segítségével elfordítják, a lehasított anyag a kés végére terelődik, majd kisodródva kis halmot képezve a gép mellé kerül. Ez az ott maradt földhalom aztán később továbbegyengethető. A fordítóművel a kívánt szögbe, a munkahengerekkel pedig a kívánt magasságba lehet állítani a gyalukést, ezen kívül rézsűgyalulásra vagy rézsűegyengetésre is alkalmas a munkahengerek eltérő beállításával, amitől a kés függőlegesen is ferde lesz. Maga a gyalukés pedig akár teljes szélességben kitolható a gép alól mindkét irányba. Mindezen sokféle beállítások teszik lehetővé, hogy a földgyaluval minden típusú talajprofil kialakítható.

## Változatok

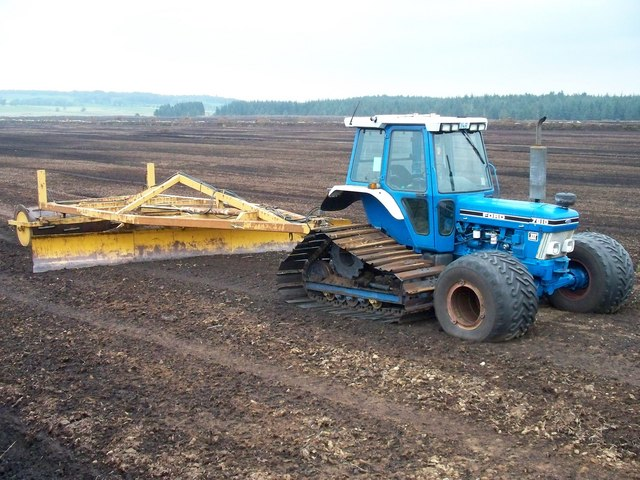
Vontatott földgyalu mezőgazdasági felhasználásban

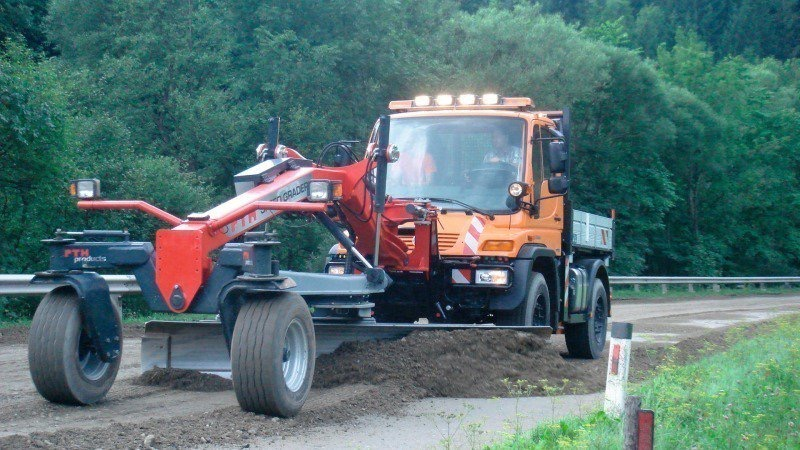
Moduláris gyaluadapter egy Unimogon

A földgyalu, mint volt róla szó kezdetben vontatott jármű volt, ami később terjedt el önjáró változatban, de a vontatott verzió sem tűnt el teljesen, kisebb, alkalmi munkákhoz később is készültek vontatott gyaluk, sőt moduláris kialakítasú változat is létezik, amit erőgépek elejéhez lehet csatlakoztatni, így „rögtönözve” azokból alkalmi grédert.
Földgyaluk készülnek bányászati célra, felszín alatti tárnákban történő munkavégzéshez is, ezek a gépek a többi tárna-munkagéphez hasonlóan alacsony, süllyesztett vezetőfülkével rendelkeznek a tárnák alacsony belmagassága miatt; itt gyakoribbak a négykerekes gépek is.

## Gyártók
Néhány ismert gyártó:
- Caterpillar
- John Deere
- O&K
- Terex
- Komatsu
- Volvo
- New Holland
- Case
- Champion
- Galion
- HBM-NOBAS
- Vammas